# Мирный (Клетнянский район)
Ми́рный — посёлок в Клетнянском районе Брянской области.

## География
Расположен в 20 км к западу от Клетни, в 2,5 км к югу от деревни Харитоновка, недалеко от границы с Белоруссией (около 10 км). Население — 672 жителя (2010).

## История
Был основан в 1994 году для переселенцев из одноименного посёлка Гордеевского района, подвергшегося радиационному загрязнению после аварии на Чернобыльской АЭС.
До 1997 года входил в состав Харитоновского сельсовета.
Посёлок приобрёл известность в 1998 году после организованного переселения сюда группы (более 100 человек) из горного села Гореловка в Грузии. Основной деятельностью населения (духоборов) является сельское хозяйство. Существенной проблемой посёлка является нехватка рабочих мест.

## Население
| 2010 | 2013 |
| ---- | ---- |
| 701  | ↘691 |

## Инфраструктура
Личное подсобное хозяйство с зоной сельскохозяйственного использования, индивидуальная застройка усадебного типа.

## Транспорт
Автобусное сообщение с райцентром.  Остановка общественного транспорта «Мирный». 